# Lunde Sogn (Nordfyns Kommune)
Lunde Sogn ist eine Kirchspielsgemeinde (dän.: Sogn)
auf der Insel Fyn (dt.: Fünen)
im südlichen Dänemark. Bis 1970 gehörte sie zur Harde Lunde Herred im damaligen Odense Amt, danach zur Otterup Kommune im Fyns Amt, die im Zuge der Kommunalreform zum 1. Januar 2007 in der Nordfyns Kommune in der Region Syddanmarks aufgegangen ist.
Im Kirchspiel leben 561 Einwohner, davon 346 im Kirchdorf (Stand: 1. Januar 2023). Im Kirchspiel liegt die Kirche „Lunde Kirke“.
Nachbargemeinden sind im Westen Søndersø Sogn, im Nordwesten Skamby Sogn, im Norden Hjadstrup Sogn, im Nordosten Otterup Sogn und im Osten Østrup Sogn, ferner in der benachbarten Odense Kommune im Süden Lumby Sogn und im Südwesten Allesø Sogn.